# تحت الماء
يشير مصطلح «تحت الماء» إلى المناطق التي تكون أسفل سطح الماء حيث تتواجد المياه في حوض السباحة أو أي معلم من معالم الطبيعة (تسمى كتلة من المياه ) مثل المحيط أو البحر أو البحيرة أو البركة أو النهر.

## المدى
تغطى المياه ثلاثة أرباع كوكب الأرض. وغالبية سطح الأرض الصلب سهل سحيق يتراوح عمقه بين 4000 و5,500 متر (13,100 و18،000 قدم) تحت سطح المحيطات. وأقرب موقع في السطح  إلى مركز السطح هو تشالنجر ديب ،الواقع في خندق ماريانا على عمق 10,924 متر (35,840 قدم). وعلى الرغم من أن يوجد العديد من الأنشطة البشرية التي تقام تحت الماء مثل الأبحاث وغوص السكوبا إما للعمل أو لترفيه أو حتى في الحرب تحت الماء مع الغواصات. هذه البيئة الواسعة جدا ًعلى كوكب الأرض معادية للإنسان بنواح عديدة ولهذا فاستكشافها قليل ولكن يمكن استكشافها عن طريق السونار أو بشكل أكثر مباشرة من خلال الغواصات المأهولة أو المستقلة ذاتياً. وقد جرى مسح قيعان المحيط بواسطة السونار وصولاً إلى نتائج غير دقيقة بينما تم رسم المناطق الإستراتيجة بطريقة مفصلة بغرض كشف غواصات العدو أو تقديم العون لتلك الصديقة بالرغم من أن الخرائط الناتجة قد لاتزال تصنف سرية.[بحاجة لمصدر]

## القيود على الكائنات غير المائية
هناك عائق مباشر أمام النشاط البشري تحت الماء ألا وهو أن هاتين الرئتين البشريتين لا يمكنهما العمل بشكل طبيعي في هذه البيئة وعلى عكس خياشيم الأسماك. تكيفت الرئتين لدى الإنسان لتبادل الغازات في الضغط الجوي وليست السوائل. وهذا بغض النظر عن عدم فعالية الجهاز العضلي لتحريك الماء بسرعة إلى داخل وخارج الرئتين. فإن المشكلة الأكثر أهمية بالنسبة إلى جميع الحيوانات التي تتنفس الهواء مثل الثدييات والطيور هي أن الماء يحتوي على القليل جدًا من الأكسجين المذاب مقارنة بهواء الغلاف الجوي وأما بالنسبة للهواء فهو تقريباً21 ٪ O2 عادة ما يكون الماء أقل من 0.001٪ من الأكسجين الذائب. [بحاجة لمصدر] [توضيح ضروري] [مشكوك فيه-مناقشة]
وتسبب كثافة المياه ايضاً مشاكل تزداد بشكل هائل مع العمق. ويبلغ الضغط الجوي على السطح 14.7 رطل لكل بوصة مربعة أو ما يقارب 100 كيلو باسكال. يحدث ضغط الماء المُتَمَاثِل على عمق 10 أمتار فقط (33 قدمًا) (9.8 متر) (32 قدمًا) لمياه البحر. ولذا، عند حوالي 10 أمتار تحت سطح الأرض، يتضاعف ضغط الماء (2 ضغط جوي أو 200 كيلو باسكال) على الجسم كالهواء عند مستوى سطح الأرض.
بالنسبة للمواد الصلبة والسوائل كالعظام والعضلات والدم فإن هذا الضغط الإضافي ليس بالمشكلة الكبيرة ولكنه مشكلة بالنسبة لأي منطقة مليئة بالهواء مثل الفم والأذنين والجيوب الأنفية والرئتين. هذا لان الهواء في تلك المساحات يقل في الحجم عندما ينخفض الضغط وبالتالي لا تزود تلك المساحات بدعم ضد الضغط المرتفع الخارجي حتى في عمق 8 أقدام (2.4 م) تحت الماء، فإن عدم القدرة على مساواة ضغط الهواء في الأذن الوسطى مع ضغط الماء الخارجي يمكن أن يسبب الألم ويمكن أن ينفجر الغشاء الطبلي (طبلة الأذن) عند الأعماق تحت 10 قدم (3 م). ويتعاظم خطر ضرر الضغط الجوي في المياه الضحلة لان نسبة تغير الضغط هي الأكبر عند سطح الماء على سبيل المثال زيادة الضغط بين السطح و10 أمتار (33 قدمًا) هي 100٪ (100 كيلو باسكال إلى 200 كيلو باسكال) ولكن زيادة الضغط من 30 مترًا (100 قدمًا) إلى 40 مترًا (130 قدمًا) هي 25٪ فقط (400 كيلو باسكال إلى 500 كيلو باسكال).

## قابلية الطفو على الماء
لدى أي جسم مغمور بالماء قوة قابلية الطفو التي تقاوم قوة الثقل مما يجعل الجسم أقل ثقلاً. وإذا تجاوزت الكثافة الكلية للجسم كثافة الماء فإن الجسد يغرق وإذا كانت الكثافة الكلية أقل من كثافة الماء فإن الجسد يرتفع حتى يطفو على السطح.

## منطقة مضاءة
ومع زيادة العمق تحت الماء تُمتصُّ أشعة الشمس، فتتضاءل كمية الضوء المرئي. ولأن امتصاص الأطوال الموجية الطويلة (الطرف الأحمر من الطيف المرئي) أكبر من الأطوال الموجية القصيرة (الطرف الأزرق للطيف المرئي)، فإن طيف الألوان يتغير بسرعة مطردة مع زيادة العمق. الأجسام البيضاء على السطح تبدو زرقاء تحت الماء؛ وتبدو الأجسام الحمراء داكنة بل وقد تبدو سوداء. وعلى الرغم من أن تسرب الضوء يكون أقل إذا كان الماء متحركا، فإن أقل 25٪ من الضوء السطحي تصل إلى عمق 10 أمتار (33 قدمًا) في المياه السطحية للمحيط المفتوح. كما لا يتجاوز الضوء المنبعث من الشمس عادة  0.5٪ عند عمق 100م (330 قدم) مقارنة بنسبته على السطح. [بحاجة لمصدر]

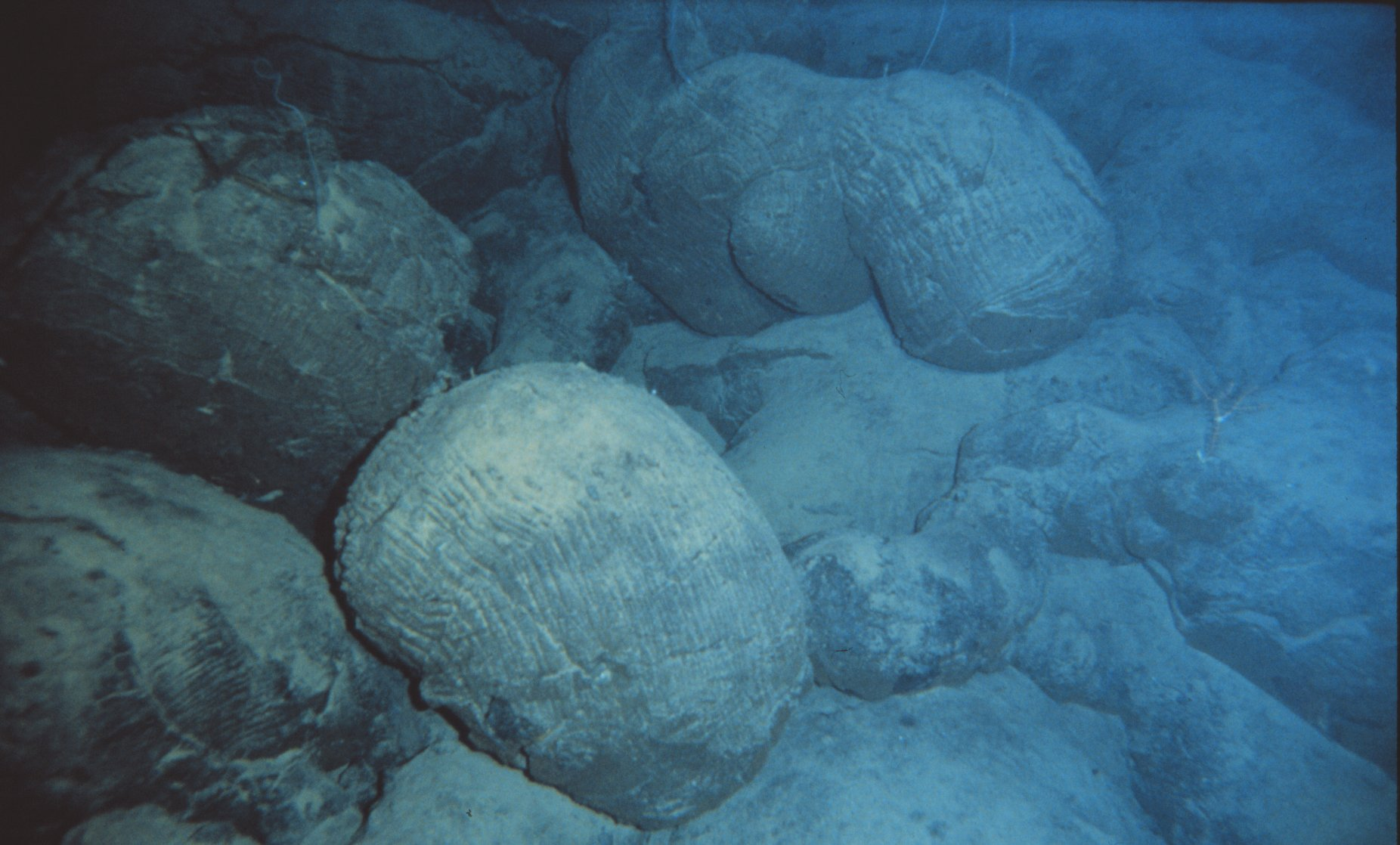
لاحظ الزرقة التي تبعث للأشياء تحت الماء في هذه الصورة من وسادة الحمم (NOAA).

العمق المضيء هو العمق الذي تنخفض فيه شدة الضوء إلى 1٪ من قيمتها على السطح. يعتمد هذا العمق على صفاء المياه فيبلغ فقط بضعة أمتار تحت الماء في المصب المتحرك، ولكنه قد يصل إلى 200 متر في المحيط المفتوح. وعند العمق المستضاء لا تمتلك النباتات (مثل العوالق النباتية) أي سبيل طاقة صاف من البناء الضوئي لذلك لا يمكنها النمو.
وعند الأعماق التي تزيد عن بضع مئات من الأمتار، يكون أثر الشمس ضئيل على درجة حرارة الماء، لأن المياه على السطح تمتص طاقة الشمس. في أعماق المحيط العظيمة تكون درجة حرارة الماء منخفضة للغاية. إن 75 ٪ من المياه في عالم المحيطات (الأعماق الكبيرة) تتراوح درجة حرارتها بين الصفر وبين 2 ودرجة مئوية. [بحاجة لمصدر]

## قابلية التوصيل
يوصل الماء الحرارة حوالي 25 مرة بدرجة أكثر كفاءة من الهواء ويحدث هيبوثيرميا وهي حالة مميتة فعليا، عندما تنخفض درجة الحرارة الأساسية لجسم الإنسان بدرجة أقل عن 35 درجة مئوية. إن عزل حرارة الجسم عن الماء هو الهدف الرئيسي من بدلات الغوص وبدلات التعرض عند استخدامها في درجات حرارة الماء أقل من 25 درجة مئوية.
ينتقل الصوت بنحو 4.3 مرات أسرع في الماء (1,484 م / ث في الماء العذب) كما هو في الهواء (343 م / ث). ويمكن للدماغ البشري تحديد اتجاه الصوت في الهواء من خلال الكشف عن اختلافات صغيرة في الوقت الذي يستغرقه وصول الموجات الصوتية في الهواء إلى كل من الأذنين. لهذه الأسباب يجد الغواصون صعوبة في تحديد اتجاه الصوت تحت الماء. ومع ذلك، فقد تكيفت بعض الحيوانات مع هذا الاختلاف ويستخدم العديد منها صوتًا للتنقل تحت الماء.                                             

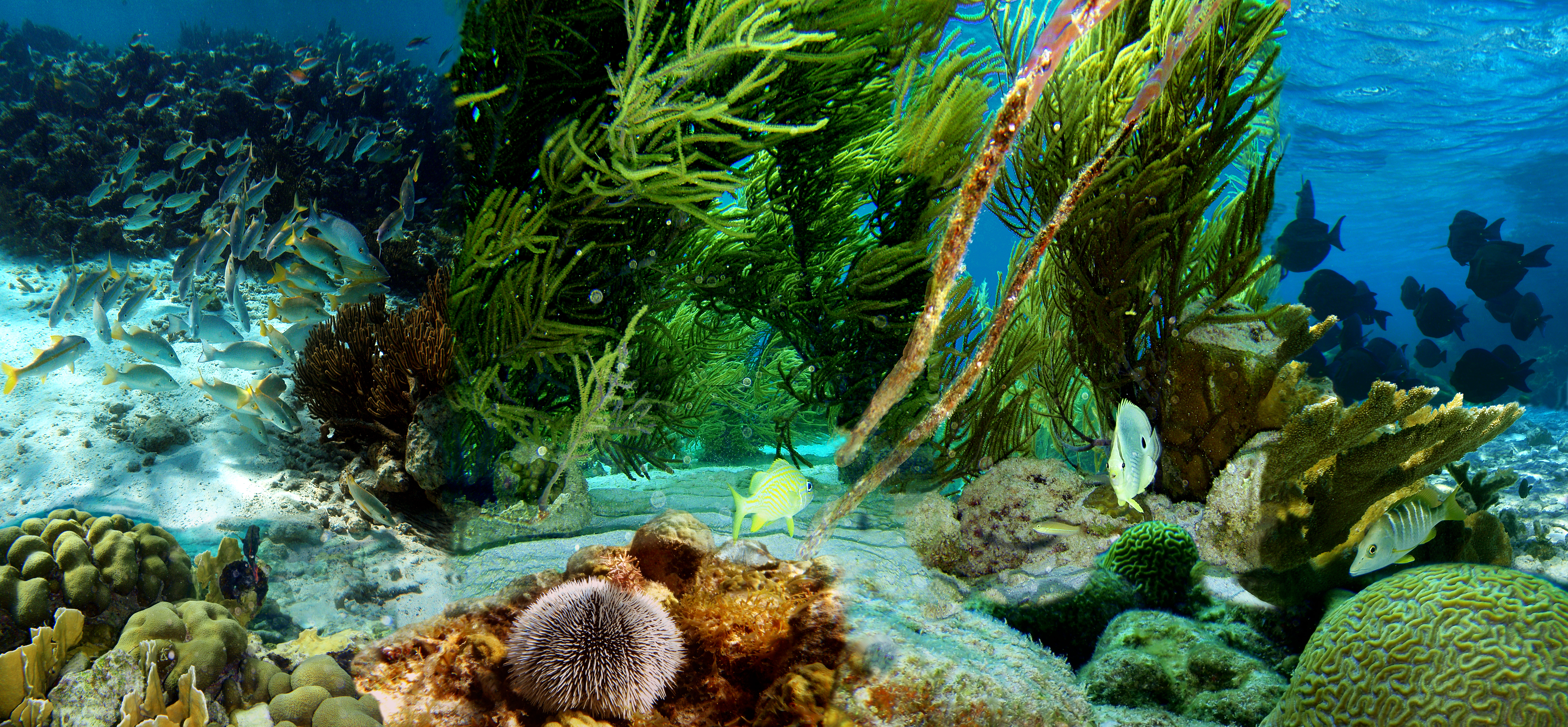
الحياة تحت الماء لكلاين بونير- مركب من 8 صور من الغوص على الشعاب المرجانية المسطحة في طريق جزيرة كلين بونير.